# Zaitsu Shunichiro
Shunichiro Zaitsu (sinh ngày 23 tháng 1 năm 1987) là một cầu thủ bóng đá người Nhật Bản.

## Sự nghiệp câu lạc bộ
Shunichiro Zaitsu đã từng chơi cho Shimizu S-Pulse, Shonan Bellmare và FC Ganju Iwate.